# Mareuil-en-Brie
Mareuil-en-Brie  là một xã thuộc tỉnh Marne trong vùng Grand Est đông nam nước Pháp. Xã này nằm ở khu vực có độ cao trung bình 213 mét trên mực nước biển.